# 첼시 클라크
첼시 클라크(영어: Chelsea Clark, 1998년 5월 5일 ~ )은 캐나다의 배우이다. 데그라시: 넥스트 클래스에서 송에스미 역으로 잘 알려져 있다.

## 출연 작품
- 라이프 위드 보이스 (2011)
- 데그라시: 넥스트 클래스 (2016 – 2017)
- 렛 고 루나! (2020)
- 지니 & 조지아 (2021 – 현재)